# 1473
1473 (MCDLXXIII) fue un año común comenzado en viernes del calendario juliano.

## Acontecimientos
- en México, Axayácatl conquista Tlatelolco, la cual es añadida al Imperio azteca.
- 11 de agosto - Batalla de Otlukbeli: El sultán otomano Mehmed II derrota a Uzún Hasán, gobernante de la dinastía turcomana Ak Koyunlu.

## Arte y literatura
- Botticelli: San Sebastián.
- Verrocchio: David (fechas aproximadas: entre 1473 y 1475).

## Nacimientos
- 12 de enero: Nitiánanda, santo hinduista bengalí (m. 1540 aprox.).
- 19 de febrero: Nicolás Copérnico (Mikolaj Kopernik), astrónomo polaco.
- 17 de marzo: Jaime IV, rey de Escocia.
- 14 de agosto: Margarita Pole, beata católica y condesa inglesa.
- Jean Lemaire de Belges: poeta y cronista francés.
- Fernando de Rojas, escritor español. La fecha es la más temprana posible, oscilando entre esta y 1476.
- Eduardo de Middleham, príncipe de Gales, único hijo de Ricardo III de Inglaterra.
- Georg von Frundsberg: rey germano.

## Fallecimientos
- 24 de enero: Conrad Paumann, compositor alemán, (nacido en 1410).
- Jaime II, rey chipriota (n. 1440).